# Faster Pussycat
Faster Pussycat — американская хард-рок/слиз-рок-группа, созданная в 1986 году в Лос-Анджелесе владельцем голливудского клуба Cathouse Тэймом Дауном. Своё некорректно расшифровывающееся название группа взяла из низкобюджетного эксплуатационного фильма Расса Мэйера Быстрее, киска! Мочи! Мочи! (англ. Faster, Pussycat! Kill! Kill!).
Группа не раз меняла состав и стиль, Даун является единственным постоянным участником и «рулевым» стиля группы.
Наибольшую популярность группа получила в конце 1980-х с выпуском своих альбомов Faster Pussycat (1987) и Wake Me When It's Over (1989), ставшего золотым.

## История

### Ранний этап (1986–1987)
Faster Pussycat были образованы в 1986 году в Голливуде Тэймом Дауном (настоящее имя Густав Молвик) во время глэм-металлического бума 80-х. В первый состав вошли Даун в качестве вокалиста, гитарист Мик Криппс и бывший барабанщик нью-йоркской панк-группы Mau Maus Пол Блэк. Своё название группа взяла из низкобюджетного фильма Расса Мейера Faster, Pussycat! Kill! Kill! (1965). Вскоре Блэк и Криппс покинули группу, чтобы присоединиться к L.A. Guns, и после серии кадровых перестановок состав приобрел следующий вид: Даун (вокал), Грег Стил (гитара), Брент Маскэт (гитара), Келли Никелс (бас) и Марк Майклс (ударные).
Тэйми Даун совместно с будущим ви-джеем программы Headbangers Ball Рики Рахтменом являлся владельцем голливудского клуба Cathouse (с англ. — «бордель»), открытого в том же 1986 году. Первым концертом Faster Pussycat стала проходившая в Cathouse вечеринка по поводу выпуска мини-альбома Live ?!*@ Like a Suicide Guns N’ Roses, где они выступили в связке с L.A. Guns и Jetboy.

Перед записью дебютного альбома Келли Никелс покинул группу, и на его место пришёл Эрик Стэйси (экс-Champagne).

### На пути к славе (1987-1993)
7 июля 1987 года на лейбле Elektra Records вышел одноимённый дебютный альбом группы. Он достиг 97 позиции в чарте Billboard 200 и продержался в нём 35 недель. Три альбомные песни «Bathroom Wall», «Don't Change That Song» и «Babylon» были изданы в качестве синглов. На «Bathroom Wall» и «Don't Change That Song» были сняты видеоклипы, причём режиссёрским пультом на «Don't Change That Song» руководил сам Расс Мейер, для которого работа с группой стала дебютом в сфере музыкальных клипов. А песня «Cathouse», помещённая на обратную сторону сингла «Don't Change That Song», прозвучала в фильме Пенелопы Сфирис Чуваки.
В поддержку альбома группа отправилась в тур по США, выступая вместе с Элисом Купером, Дэвидом Ли Ротом и Motörhead, а также в европейский тур на разогреве у Guns N’ Roses  .
В ноябре того же года группа попала на обложку первого выпуска журнала Screamer Magazine
. Издатель/редактор журнала Дэвид Кастано высказался, что «для Faster Pussycat всегда будет отведено специальное место в его сердце».
В 1988 году на экраны выходит документальный фильм о лос-анджелесской метал-сцене 1986-88 годов The Decline of Western Civilization Part II: The Metal Years, снятый также Пенелопой Сфирис, в котором приняли участие и Faster Pussycat, дав интервью и исполнив песни «Cathouse» и «Bathroom Wall».
В сентябре 1989 года выходит 257 выпуск британского журнала Kerrang!, к которому бесплатно прилагался flexi-диск с концертной записью «Cathouse» и песней «Touch 'N' Go» другой американской глэм-группы Femme Fatale.

## Участники

### Состав
- Тэйми Даун (Taime Downe) - вокал (1986–1993, с 2001)
- Кристиан Саймон (Xristian Simon) - гитара (2001–present)
- Дэнни Нордал (Danny Nordahl) - бас-гитара (с 2001)
- Чед Стюарт (Chad Stewart) - ударные, перкуссия (с 2001)
- Эйс Вон Джонсон (Ace Von Johnson) - гитара (с 2010)

### Бывшие участники
- Грег Стил (Greg Steele) - гитара, фортепиано, бэк-вокал (1986–1993, 2001)
- Брент Маскэт (Brent Muscat) - гитара, бэк-вокал (1986–1993, 2001–2005)
- Эрик Стэйси (Eric Stacy) - бас-гитара (1987–1993)
- Келли Никелс (Kelly Nickels) - бас-гитара (1986–1987)
- Бретт Брэдшоу (Brett Bradshaw) - ударные, перкуссия (1990–1993)
- Марк Майклс (Mark Michals) - ударные, перкуссия (1986–1990)
- Майкл Томас(Michael Thomas) - гитара (2007–2010)

### Туровые участники
- Трэйси Ганз (Tracii Guns) - гитара, бэк-вокал (2001–2002)
- Эрик Гриффин (Eric Griffin) - гитара (2005)
- Фрэнки Банали (Frankie Banali) - ударные, перкуссия (1990)

## Дискография

### Студийные альбомы
| Год  | Название                     | US | UK | Сертификация RIAA | Лейбл       |
| ---- | ---------------------------- | -- | -- | ----------------- | ----------- |
| 1987 | Faster Pussycat              | 97 | -  | -                 | Elektra     |
| 1989 | Wake Me When It's Over       | 48 | 35 | Gold              | Elektra     |
| 1992 | Whipped!                     | 90 | 58 | 80,000+ US        | Elektra     |
| 2006 | The Power and the Glory Hole | -  | -  | -                 | Full Effect |

### Концертные альбомы
- Front Row for the Donkey Show (2009)

### Кавер-альбомы
- Hits & Covers (2011)

### Мини-альбомы
- Live and Rare (1990)
- Belted, Buckled and Booted (1992) (25,000+ US)

### Сборники
- Between the Valley of the Ultra Pussy (2001)
- Greatest Hits: Faster Pussycat (2003)

### Синглы
| Год  | Название                   | Позиция в чарте | Позиция в чарте |
| Год  | Название                   | US Hot 100      | US Main Rock    |
| ---- | -------------------------- | --------------- | --------------- |
| 1987 | «Bathroom Wall»            | -               | -               |
| 1987 | «Don't Change That Song»   | -               | -               |
| 1987 | «Babylon»                  | -               | -               |
| 1989 | «Poison Ivy»               | -               | -               |
| 1990 | «You're So Vain»           | -               | -               |
| 1990 | «House of Pain»            | 28              | 23              |
| 1992 | «Nonstop to Nowhere»       | -               | 35              |
| 2006 | «Number One with a Bullet» | -               | -               |